# Thomas Pfrang
Thomas Pfrang (Mannheim, RFA, 11 de diciembre de 1964) es un deportista alemán que compitió para la RFA en piragüismo en la modalidad de aguas tranquilas. Ganó tres medallas en el Campeonato Mundial de Piragüismo entre los años 1986 y 1989.

## Palmarés internacional
| Campeonato Mundial | Campeonato Mundial | Campeonato Mundial | Campeonato Mundial |
| Año                | Lugar              | Medalla            | Evento             |
| ------------------ | ------------------ | ------------------ | ------------------ |
| 1986               | Montreal (Canadá)  | Medalla de oro     | K2 500 m           |
| 1987               | Duisburgo (RFA)    | Medalla de bronce  | K4 500 m           |
| 1989               | Plovdiv (Bulgaria) | Medalla de plata   | K4 500 m           |